# João Batista Becker
João Batista Becker (* 24. Februar 1870 in Winterbach bei St. Wendel; † 15. Juni 1946 in Porto Alegre), vom Heiligen Stuhl ernannt zum Conde (Graf) João Becker, war ein brasilianischer katholischer Bischof.

## Leben
Als Sohn von Karl Becker und dessen Ehefrau Katharina geb. Weiand war er mit acht Jahren zusammen mit seinen Eltern aus Winterbach in den Süden Brasiliens ausgewandert. Die Familie ließ sich in Montenegro, im Caí Tal nieder, nahe São Vendelino, der heutigen Partnerstadt des saarländischen St. Wendel.
Sein Vater, der immer den Beruf des Grundschullehrers ausübte, führte den Sohn schon früh an das Leben eines Studierenden heran. Mit einer herausragenden Intelligenz begabt, half er dem Vater beim Unterrichtsstoff der Schüler, wobei er diesen gelegentlich selber erklärte. Er nahm Einzelunterricht bei den Jesuiten, danach schrieb er sich im traditionellen, 1869 von den Jesuiten gegründeten Colégio Nossa Senhora da Conceição in São Leopoldo ein. Er besuchte die Vorbereitungskurse für Medizin und Jura.
Im Jahre 1891 immatrikulierte er sich mit 21 Jahren im ersten Semester des gerade neu gegründeten Priesterseminars von Porto Alegre (wo sich heute die Diözesankurie von Porto Alegre befindet), das in diesem Jahr von Dom Cláudio José Ponce de Leão gegründet wurde.
Ein brillanter Student im Fach Philosophie, in dem er Thesen verteidigte, die vom Jesuitenpater Jacob Faeh gelobt wurden, immatrikulierte er sich 1893 in Theologie. Nachdem er seine akademische Ausbildung beendet hatte, erhielt er die Weihesakramente zum Subdiakon und Diakon am 30. November 1894, bzw. am 30. November 1895.

## Priesterweihe
Der Bischof von Porto Alegre, Dom Cláudio José Ponce de Leão weihte ihn am 2. August 1896 in der Kapelle des Priesterseminars zum Priester.
Zwei Tage später wurde er vom Bischof zum Vikar der Pfarrei Menino Deus in Porto Alegre berufen. Während der zwölf Jahre, in denen Pfarrer João Becker der Pfarrei vorstand, zeichnete er sich durch seine Frömmigkeit und den Eifer in der Seelsorge aus. Der Turm der ursprünglichen Kapelle, die den Grundstein der Pfarrei bildete, wurde von ihm erweitert und umgebildet (die Kapelle wurde am Ende der 1960er Jahre abgerissen und danach wieder aufgebaut). Wegen allen diesen Werken wurde er am 9. August 1906 zum Ehren-Stiftsherren ernannt, im gleichen Jahr gründete er zusammen mit Pfarrer Luís Mariano da Rocha die Zeitschrift Liga Sacerdotal.

## Bischofsweihe
Papst Pius X. ernannte Dom João Becker am 3. Mai 1908 zum 1. Bischof des Bundesstaates Santa Catarina. Am 13. September des gleichen Jahres erhielt er in der Pfarrei Nossa Senhora das Dores, in Porto Alegre die Bischofsweihe von Dom Cláudio José Gonçalves Ponce de Leão als Konsekrator und Dom João Francisco Braga, Bischof von Curitiba und Dom João Antônio Pimenta, Bischof Koadjutor von Porto Alegre als Mitkonsekratoren.
Als Motto des bischöflichen Lebens wählte er: PASCAM IN JUDICIO – „Ich werde sie weiden mit gerechtem Urteil“ (Ez 34,16 ).

### Bischof von Florianópolis
Dom João Becker übernahm am 12. Oktober 1908 das Erzbistum von Florianopolis.
Im Januar 1912 rief er eine Priesterkongregation zusammen, die disziplinarische Angelegenheiten behandelte, dabei wurde eine „Bischöflichen Tabelle“ und ein „Regelwerk der Kosten der Kirchlichen Kammer“ verabschiedet. Das disziplinarische Thema war schon auf der 1. Bischöflichen Synode behandelt worden, die vom 31. Januar bis 2. Februar 1910 in Florianópolis stattgefunden hatte. Die 1. Synode teilte das Bistum in zehn Bezirke (Comarca) auf, wobei die existierenden vier Bezirke die pastoralen Bedürfnisse nicht mehr erfüllten.
Seit Anfang seines Amtes als Bischof ermutigte er die Pfarreischulen. Dom João Becker behauptete in einer Widmung seines Hirtenbriefs von 1910, dass es keine wahre Pfarrei ohne eine Pfarreischule gäbe. Das Bestehen auf der kirchlichen Lehre kann man sicherlich zu einem Großteil der Abwesenheit religiöser Ausbildung in den offiziellen Schulen zuschreiben, angesichts der Trennung von Kirche und Staat, die 1890 von der Republik eingeführt wurde.
Andere Hirtenbriefe, zusammen gibt es fünf davon: Über die Würde und Pflichten des Bischofs, ein Grußwort an das Bistum (1908), Über die Soziale Arbeit (1911) und den Abschiedsbrief von 1912. Dom João Becker legte außerordentlichen Wert auf die Hirtenbriefe, in praktisch jedem großen Moment des kirchlichen und nationalen Lebens verfasste er einen davon. Der Schriften in Porto Alegre sind umfangreich, sie werden in den Büchereien als Lese- und Lehrbücher verkauft.
Um seine Kirchengemeinde besser kennen zu lernen, machte er zwölf Pastoralreisen in jede einzelne Pfarrei, größtenteils sogar zweifach.
Er gründete 1912 die neuen Pfarreien Canoinhas, Nova Veneza, Luiz Alves, Botuverá und Jaraguá do Sul. Außerdem die Pfarrkuratien Cocal, 1910, Massaranduba, 1911, Ascurra, 1912 und Rio dos Cedros, 1913. Er ermutigte die Einwanderergemeinden, die in jener Region stark anwuchsen und brachte viele Kirchenmänner in diese Gemeinden, zumal es den nationalen Klerus praktisch nicht gab.

### Erzbischof von Porto Alegre
Er war gerade auf seiner zweiten Pastoralreise, als die Nachricht eintraf, dass er zum Metropoliten von Porto Alegre befördert worden war. Das Erzbistum Florianópolis wurde ab 25. Oktober 1910 zur Suffragandiözese, dem Zeitpunkt, als das Erzbistum von Rio de Janeiro zerstückelt wurde.
Das Datum der Ernennung war der 1. August 1912. Am darauf folgenden 8. Dezember, dem Fest der Unbefleckten Empfängnis, übernahm Dom João Becker das Amt des Erzbischofs von Porto Alegre. Er fungierte bis zum 7. September 1914 als Apostolischer Administrator von Florianópolis. Im Jahre 1913 rief er das offizielle Organ des Erzbistums ins Leben, die Zeitschrift Unitas, die bis zum Ende des Bischofsamtes von Dom Cláudio Colling, existierte.
Er wirkte maßgeblich in der Öffentlichkeit mit, sowohl in der kirchlichen Verwaltung, als auch im politischen Bereich, wobei er seine Unterstützung der Revolution von 1930 und dem Wirken des Generals Flores da Cunha kundtat. Dom João entwickelte ein fruchtbares Apostolat, indem er mit Vorsicht und Geschick den neuen Herausforderungen entgegentrat, die das Vaterland durchlebte, die allmähliche Verstaatlichung nach dem Ersten Weltkrieg, die Krise der alten Republik, der Neue Staat und der Zweite Weltkrieg.
Während seiner Ausübung des Bischofsamtes wurde die alte Kathedrale der Kolonialzeit abgerissen, um einem neuen Gebäude im neoklassischen Stil Platz zu machen. Er gründete 15 Pfarreien in der Hauptstadt Porto Alegre und 50 Pfarreien im Landesinnern des Bundesstaates Rio Grande do Sul. Er stand 1937 dem ersten Eucharistischen Kongress des Bundesstaates vor, und zweier erzbischöflicher Synoden.
Er schrieb 34 Hirtenbriefe und veröffentlichte verschiedene religiöse Bücher, Predigten und Essays, außerdem noch Reiseberichte, einschließlich Viagens e Estudos (Reisen und Studien), welches eine zehnmonatige Reise im Jahre 1925 durch Europa, Ägypten und Palästina beschreibt. Am 20. März 1932 wurde ihm der Titel des Conde (Graf) vom Heiligen Stuhl durch Papst Pius XI. verliehen. 
Nach der Rückkehr von einer Europareise, die ihn auch mehrere Wochen durch Deutschland führte, prangerte Becker 1938 in einer Presseerklärung die Kirchenverfolgung im Dritten Reich an und erklärte, Hauptziel des Nationalsozialismus sei „die Zerstörung der christlichen Kultur“.
Ebenfalls im Jahre 1938 weihte er in der Stadt Gravataí das Bischöfliche Knabenseminar São José ein. Er organisierte unzählige Zusammentreffen und Exerzitien für den Klerus. Er empfing neue religiöse Kongregationen im Erzbistum und förderte die Ação Católica Brasileira (ACB), eine Ausbildungsinitiative für Laien. So entstanden ACB-Gruppen in allen Pfarreien.
Er starb im Alter von 76 Jahren am 15. Juni 1946 in Porto Alegre. Im gleichen Monat wurde Dom Vicente Scherer von Papst Pius XII. zum Weihbischof im Bistum Porto Alegre bestellt, bevor dieser schließlich im Dezember des gleichen Jahres als Nachfolger von Dom João Becker zum Erzbischof von Porto Alegre ernannt wurde. Der Vater von Dom Vicente Scherer stammte aus Theley, ebenfalls Landkreis St. Wendel.

## Bischofsweihen
Dom João Becker weihte die folgenden Bischöfe:
1. Antônio Reis (1931)
2. José Baréa (1936)
3. Cândido Júlio Bampi, OFMCap (1936)
4. Antônio Zattera (1942)